# Kwang-Je Kim
Kwang-Je Kim (* 1944 in Korea) ist ein südkoreanischer Physiker.
Kim studierte Physik an der Seoul National University (Staatlichen Universität Seoul) und erhielt 1966 den Bachelor-Abschluss. Er ging dann in die USA, wo er 1970 an der University of Maryland promovierte. Kim forschte in theoretischer Elementarteilchenphysik am SLAC, am Max-Planck-Institut für Physik und Astrophysik in München und an der Universität Mainz, ehe er von 1978 bis 1998 am Lawrence Berkeley National Laboratory über Beschleuniger forschte. Dort war Kim zum Schluss stellvertretender Leiter des Center for Beam Physics. 1998 wechselte er an zum Argonne National Laboratory, an dem er Distinguished Fellow des Labors ist. Außerdem ist er in Teilzeit Professor an der University of Chicago.

## Auszeichnungen
- 2014: Robert R. Wilson Prize[2] für Pionierarbeiten zur Theorie von Synchrotronstrahlung und Freien Elektronenlasern, die die Grundlagen für Röntgenstrahlungsquellen dritter und vierter Generation legten (Laudatio).
- 1995 wurde er Fellow der American Physical Society.
- 1997 International Free-Electron-Laser Prize
- 2013 USPAS Prize for Achievement in Accelerator Physics and Technology.